# ¡Por Isis, llegó la crisis!
¡Por Isis, llegó la crisis! es una historieta del autor de cómics español Francisco Ibáñez, perteneciente a su serie Mortadelo y Filemón y publicada originariamente en 2009.

## Trayectoria editorial
Publicada en junio de 2009 en formato álbum como número 130 de Magos del Humor y en 2010 como nº 185 de la Colección Olé.

## Argumento
En la T.I.A., ha llegado la crisis económica, por lo que el Súper les avisa de que se prepara un ERE (Expediente de Regulación de Empleo), para expulsar a los agentes más incompetentes.
Ofelia informa de que algunos departamentos serán vaciados y que debe colocar los nuevos carteles, porque se alquilarán a otras empresas, empezando por el del Súper, alquilado para "Frutas y Verduras Pepínez S.A.".
El Súper sospecha que quieren aprovechar la crisis para deshacerse de ellos, por lo que decide usar la ayuda de Bacterio y sus inventos para demostrar que la T.I.A. tiene valor. El primer cacharro es un carro de la basura ofensivo, que funciona mediante orina.
Sin embargo, el aparato no cubre las expectativas, por todos los problemas que trae tanto ir con la bragueta bajada como por el camuflaje en cubos de basura, con lo cual meten a Bacterio en el invento y aprovechan la orina de un elefante, enviándole a Saturno. Mientras, ya hay agentes que deben alimentarse de hierba, usar un triciclo como transporte...
Por tanto, deciden poner en marcha otra prueba, una mano con muelle, que en estado de paz, se dedica a las labores propias de un dedo, pero al detectar un ataque con objeto metálico, contraataca. El fallo crucial del invento es la cantidad de objetos metálicos, como el pirsin de Ofelia, el boli que un agente lleva en la oreja, un cronómetro, un incensario, un casco, y las gafas de leer del Súper.
Más agentes siguen notando la crisis, con lo que Bacterio ha inyectado un antídoto contra la estupidez en un ratón, y ha de esperar a que se pueda verificar el resultado, por lo que Mortadelo y Filemón deberán protegerlo. Sin embargo, sus intentos de defensa son inútiles, y del ratón solo queda el rabo.
La crisis, aprieta que te aprieta, obliga a la organización a volver a un estilo más austero con máquinas de escribir a vapor o ábacos.
El nuevo invento de Bacterio es un abono en esferas, que basta con lanzarlas para que exploten y el abono se esparcerá solo. Sin embargo, las pelotas siempre chocan con algo antes de tocar las plantas, de forma que los dos agentes se las hacen tragar a su inventor.
Un agente sin piernas se ve obligado a probar bicis, la telefonista, de la línea con Beluchistán (físicamente) y otro agente, de llevar cargas con remolque... sin camión. El Súper está amenazado de despido. Además, las placas de los propios Mortadelo y Filemón han sido retiradas de sus mesas, y se unen a la manifestación.
Solo les queda una opción de salir de la crisis: volver a usar burros. Sirven como transporte, no precisan gasolina, no contaminan, no habría gastos en autopistas y lo que sueltan se puede usar de abono.

## Comentarios
Al final de la historieta se descubre que hay tres personas tratando de aprovechar la crisis para hacerse con el control de la T.I.A. Los conspiradores son Fidel Castro, Manuel Fraga y Sean Connery.